# Rede Joschka Fischers zum NATO-Einsatz im Kosovo

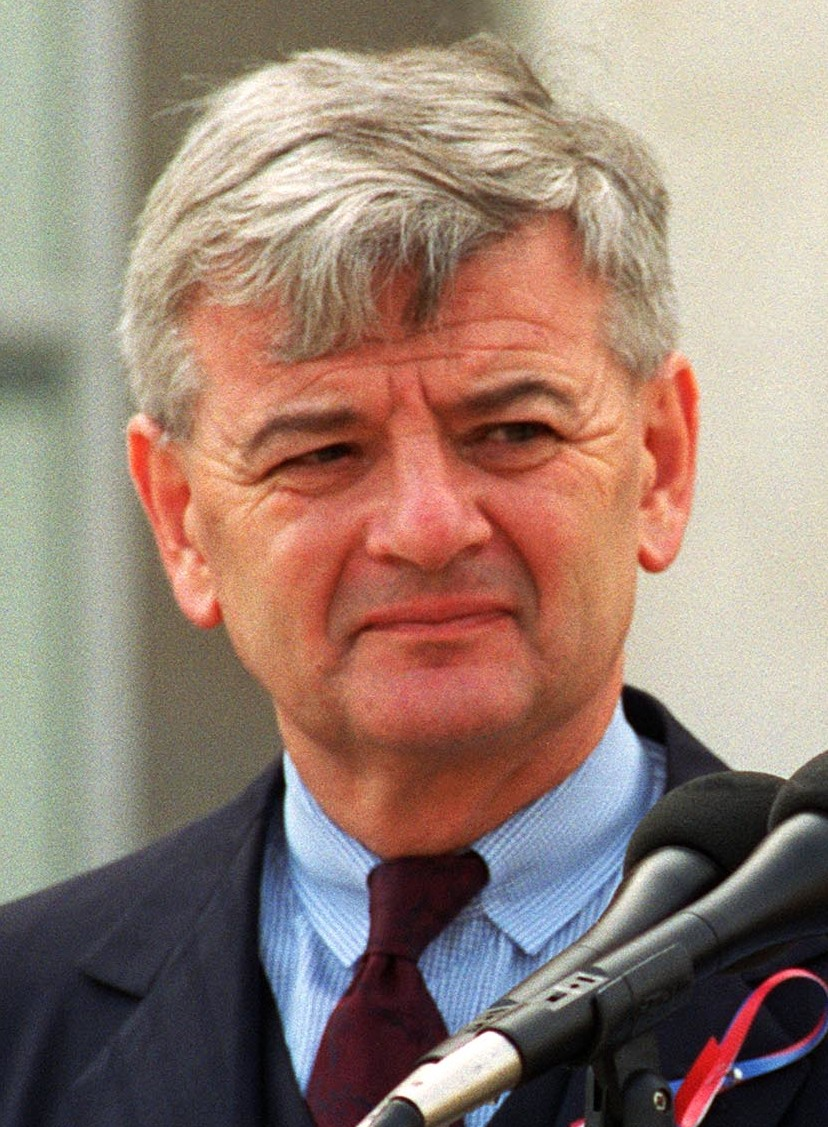
Joschka Fischer, 2001

Die Rede Joschka Fischers zum NATO-Einsatz im Kosovo war eine Rede auf dem sogenannten Kosovo-Sonderparteitag, einem Außerordentlichen Parteitag der Partei der Grünen am 13. Mai 1999 in Bielefeld. Joschka Fischer war zu der Zeit Bundesminister des Auswärtigen und Stellvertreter des Bundeskanzlers der Bundesrepublik Deutschland in einer rot-grünen Bundesregierung, sowie auch Präsident des Rats der Europäischen Union. In dieser Rede legitimierte Fischer den ersten deutschen Kriegseinsatz nach dem Zweiten Weltkrieg, als sich deutsche Truppen am Einsatz der NATO im Kosovokrieg beteiligten.

## Inhalt und Reaktionen
Fischer äußerte sich in der Rede unter anderem wie folgt:

„Auschwitz ist unvergleichbar. Aber ich stehe auf zwei Grundsätzen, nie wieder Krieg, nie wieder Auschwitz, nie wieder Völkermord, nie wieder Faschismus. Beides gehört bei mir zusammen.“

Fischers Auschwitz-Vergleich wurde von der Journalistin Barbara Supp im Spiegel kritisiert: „Und dann sprach Joschka Fischer von einem neuen Auschwitz, das der Serbe Milošević plane und das nur durch Krieg zu verhindern sei. Auschwitz – das äußerste Mittel. Der Kosovo-Krieg, obwohl das Völkerrecht dagegen sprach, sei also gerecht und ohne Alternative. Er hieß ‚humanitäre Intervention’. Wer dagegen war, würde Alliierter der serbischen Mörder sein.“
Der von Verteidigungsminister Rudolf Scharping entlassene Brigadegeneral Heinz Loquai merkte zu den Vergleichen Fischers und Scharpings an:

„Hier muss ich mich wirklich beherrschen, weil der Vergleich mit Auschwitz und der Situation im Kosovo eine ungeheuerliche Behauptung ist. Man muss sich als Deutscher schämen, dass deutsche Minister so etwas getan haben, denn ein normaler Mensch, ein normaler Deutscher, wird vor Gericht zitiert, wenn er in derartigem Ausmaße Auschwitz verharmlost. Und dass ein deutscher Minister von KZs im Kosovo sprach, ist auf der gleichen Linie, denn KZs sind Einrichtungen einer bestimmten historischen Situation, nämlich der nationalsozialistischen Zeit in Deutschland. Und ich finde es im Grunde genommen ungeheuerlich, dass gerade Deutsche diese Vergleiche gewählt haben.“

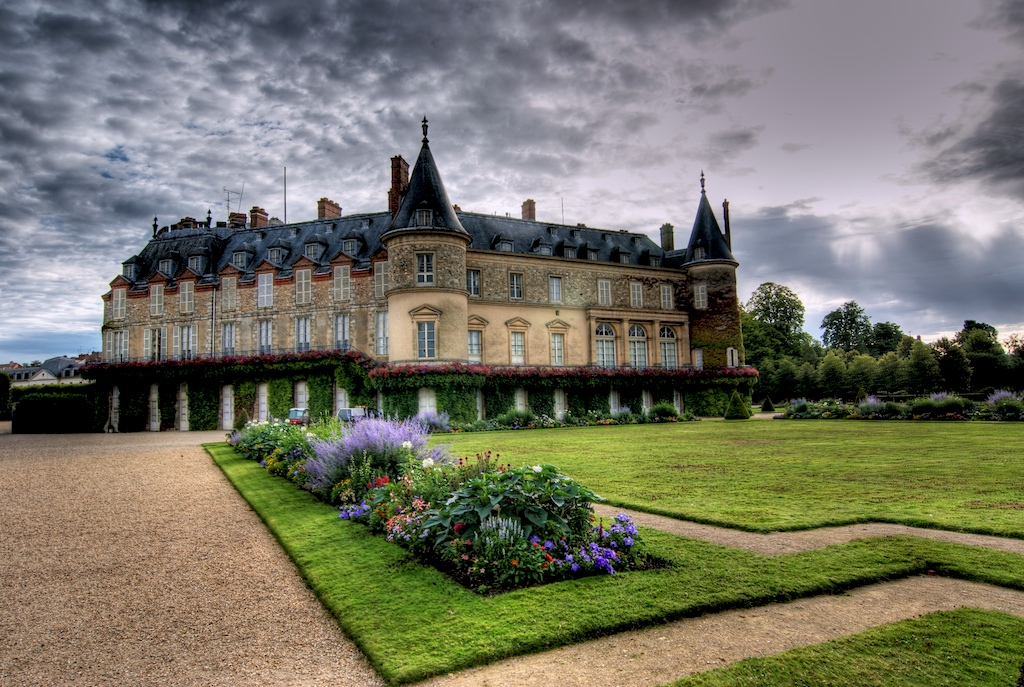
Das Schloss Rambouillet bei Paris, der Ort der erfolglosen Verhandlungen zwischen Jugoslawien und den Kosovo-Albanern.

Den Zustimmenden der NATO-Aktion waren seinerzeit – im Gegensatz zu Fischer – nicht alle Teile des Vertrags von Rambouillet bekannt. Die Grünen-Abgeordnete Angelika Beer erklärte beispielsweise in einem Schreiben an Fischer, dass sie sich gegen den Beginn des Luftkrieges ausgesprochen hätte, wenn sie den Text des Abkommens gekannt hätte. Fischer habe laut Beer nicht alle diplomatischen Spielräume bei den Verhandlungen genutzt und Informationen über den Vertrag zurückgehalten.

## Text und Video der Rede
- Rede Joschka FISCHERs auf dem Außerordentlichen Parteitag in Bielefeld, 13.5.99 – staff-www.uni-marburg.de (Memento vom 24. September 2017 im Internet Archive)
- BÜNDNIS 90/DIE GRÜNEN: Joschka Fischer auf dem Kosovo-Sonderparteitag in Bielefeld 1999 auf YouTube, abgerufen am 12. April 2019.